# جیمز موریس اسکات
جیمز موریس اسکات (انگلیسی: James Maurice Scott؛ ۱۳ دسامبر ۱۹۰۶ – ۱۲ مارس ۱۹۸۶) گردشگر، طبیعت‌شناس، روزنامه‌نگار، و نویسنده اهل پادشاهی متحد بریتانیای کبیر و ایرلند بود.